# Ticușu
Ticușu é uma comuna romena localizada no distrito de Brașov, na região histórica da Transilvânia. A comuna possui uma área de 69.53 km² e sua população era de 919 habitantes segundo o censo de 2007.